# Cuartelez
Cuartelez és una concentració de població designada pel cens dels Estats Units a l'estat de Nou Mèxic. Segons el cens del 2000 tenia 452 habitants.

## Demografia
Segons el cens del 2000, Cuartelez tenia 452 habitants, 165 habitatges, i 129 famílies. La densitat de població era de 131,2 habitants per km².
Dels 165 habitatges en un 41,8% hi vivien nens de menys de 18 anys, en un 57,6% hi vivien parelles casades, en un 13,3% dones solteres, i en un 21,8% no eren unitats familiars. En el 17% dels habitatges hi vivien persones soles el 2,4% de les quals corresponia a persones de 65 anys o més que vivien soles. El nombre mitjà de persones vivint en cada habitatge era de 2,74 i el nombre mitjà de persones que vivien en cada família era de 3,06.
Per edats la població es repartia de la següent manera: un 27,7% tenia menys de 18 anys, un 10,4% entre 18 i 24, un 31,9% entre 25 i 44, un 19,7% de 45 a 60 i un 10,4% 65 anys o més.
L'edat mediana era de 31 anys. Per cada 100 dones de 18 o més anys hi havia 98,2 homes.
La renda mediana per habitatge era de 33.906 $ i la renda mediana per família de 27.426 $. Els homes tenien una renda mediana de 19.700 $ mentre que les dones 27.083 $. La renda per capita de la població era de 17.445 $. Aproximadament el 19,1% de les famílies i el 9,6% de la població estaven per davall del llindar de pobresa.

## Poblacions més properes
El següent diagrama mostra les poblacions més properes.